# Амарило Слим
Амарило Слим (на английски: Amarillo Slim) е псевдоним на Томас Престън – американски професионален играч на покер и спортни залози. Престън печели главното събитие на Световните покер серии (СПС) от 1972 г., а през 1992 г. влиза в Покер залата на славата.

## Биография и кариера
Томас Престън е роден в град Йохансон, щата Арканзас на 31 декември 1928 г. Покерът го привлича още от юноша и често ходи тайно да играе по сбирки с приятели. Преди да стане популярен играч на покер турнири, Престън е лентяй, който обикаля САЩ в търсене на хазартна тръпка заедно с Дойл Брансън и Сейлър Робъртс, които значително допринасят за въвеждането на известния Тексас Холдем покер в Лас Вегас пред 60-те години на XX век. Първите му известни успехи в покера са от 1971 – 1972 г., когато участва заедно с Джони Мос, Тейлър Робъртс, Дойл Брансън, Пъги Пиърсън, Крандъл Адингтън и Карл Кенън в Световните покер серии и печели трофея и наградния фонд от 60 000 щ.д. – значителна сума за онова време. След победата се появява в няколко токшоута, включително Вечерното шоу (The Tonight Show), и играе малка роля във филма на Робърт Алтман от 1974 г. – „Далеч от Калифорния“ (California Split). Той се появява и в предаването „Имам тайна“ (I've Got a Secret), където споделя тайна, свързана със загубата на 190 000 долара на покер само за вечер.
Основава серия от турнири с името Супер купата по покер на Амарило Слим, които се провеждат ежегодно между 1979 и 1991 г.
Престън печели четири гривни от СПС, включително две на Омаха. Последната му победа на СПС е от 1990 г. През 2000 г. по време на Пот лимит Омаха събитието на СПС с вход 2500 долара Амарило завършва на второ място след Фил Айви.
През януари и февруари 1980 г. Амарило Слим води Втория годишен класически покер турнир, което е второто най-престижно турнирно покер събитие за онова време. Впоследствие сериите се прекръстват на Супер купата по покер. Гейб Каплан става първият победител в тях, а Стю Ънгар печели титлата три пъти.

Турнирните печалби на Престън за цялата му кариера са над 587 хиляди долара.

### Книги
През 1973 г. Престън и Бил Г. Кокс пишат Играй покер, за да печелиш, която е публикувана от „Гросет и Дънлап“. Преработено издание, носещо името Играй покер, за да печелиш на Амарило Слим, е публикувано от „Харпър Колинс“ през 2005 г.
През май 2003 г. Престън публикува автобиография, озаглавена Амарило Слим в свят на дебелаци, в която описва игрите си на покер с Лари Флинт, Линдън Джонсън, Ричард Никсън и други. В допълнение към покер начинанията, Слим описва и тези в спортните залози.
През април 2007 г. Престън създава уебсайт и издава електронна книга на име „Ол-ин: Електронен инструктаж по Тексас Холдем без лимит“ (All In: An E-guide To No Limit Texas Hold'em). Книгата е написана от Престън и Джо Брент Райли.

## Личен живот
Томас Остин Престън младши (на английски: Thomas Austin Preston Jr.) е роден на 31 декември 1928 г. в Джонсън, Арканзас, но като дете родителите му се местят в Търки, Тексас. Когато те се развеждат, майка му се връща в Джонсън, а баща му се мести в Амарило. Твърди се, че Слим споделял: „Добре, че го направи, защото Амарило Слим звучи много по-добре от Търки Том или Арканзас Остин.“ Престън е разведен, има три деца и живее в Амарило, Тексас.
През август 2003 г. Престън е обвинен в Рандал Каунти, Тексас за непристойно поведение с 12-годишния си внук. След споразумение, обвиненията са намалени до дребно нападение на 10 февруари 2004 г. Престън не оспорва пониженото обвинение, „за да предпази семейството си“. Той е глобен с 4000 долара, получава две години пробация и е осъден „да посещава терапия“. По време на интервю от 2009 г. той твърди, че е невинен, но решил да приеме споразумението, за да спести на семейството си обвинение в съда.
Рано сутринта на 4 октомври 2006 г. Престън е жертва на въоръжен грабеж. Нападателят стреля три пъти в колата на Престън, докато последният бяга. Слим не е ранен.
На 28 януари 2007 г. Престън е обран в дома си след заплаха с огнестрелно оръжие.
На 22 януари 2009 г. Престън е пребит и ограбен близо да пресечката на Интърстейт 40 и Сонси Роуд, докато се опитва да събере хазартен дълг.
Автобиографията на Престън е тема на биографичен филм. Според слухове Никълъс Кейдж трябвало да играе Престън. Според статия от 2009 г. на Покер Листингс работата по холивудския филм за живота на Слим е спряна.
Престън умира на 83 години на 29 април 2012 г. от рак на гръбначния стълб

## За него
| „          | Един от първите покерджии професионалисти, живеещи от великата игра покер. Покерът за него е не просто игра с карти, а начин на живот. | “ |
| Фил Гордън | |   |